# Scottopsyllus (Scottopsyllus) minor
Scottopsyllus (Scottopsyllus) minor is een eenoogkreeftjessoort uit de familie van de Paramesochridae. De wetenschappelijke naam van de soort is voor het eerst geldig gepubliceerd in 1895 door T & A Scott.